# AMSN
aMSN ist ein dem MSN Messenger nachempfundene freie Software, die es möglich macht, sich in das MSN-Messenger-Netzwerk zu verbinden und darüber mit anderen Personen zu chatten.

## Geschichte
Am 22. Mai 2002 veröffentlichte Alvaro Iradier die erste aMSN-Version, deren Quelltext auf dem Projekt ccmsn beruhte. ccmsn verfügte nur über rudimentäre Unterstützung für Unterhaltungen innerhalb des MSN-Netzwerkes, weswegen Iradier sich dafür entschied, das Projekt auf eigene Faust zu erweitern. Eines seiner Hauptziele dabei war, der Bedienung und dem Aussehen des MSN Messengers möglichst nahezukommen. Somit sollten es Umsteiger möglichst einfach haben, sich in diesem Programm zurechtzufinden.
Nach mehreren erfolgreichen Veröffentlichungen ihres gemeinsamen Engagements entschloss sich Didimo E. Grimaldo aufgrund anderer dringender Aufgaben und Zeitmangel, sich als Entwickler zu verabschieden. ccMSN / aMSN war tatsächlich das letzte von mehreren freien Open-Source-Projekten, an denen Didimo arbeitete.
Später schlossen sich weitere Entwickler, wie Philippe G. Khalaf und noch später Younes Alaoui, dem Projekt an. Heute läuft das Projekt dank der Bemühungen und Hilfe einer wachsenden Anzahl von Entwicklern, Übersetzern und Designern dennoch weiter.
aMSN ist bekannt dafür, dass es die meisten Funktionen des offiziellen Clients schnell implementiert und oft der einzige Drittanbieter-Client ist, der sie vollständig unterstützt. Zum Beispiel ist es der einzige Client, der Videokonferenzen auf dem Mac unterstützt. Es wurde von vielen Software-spezialisierten Webseiten überprüft. Seine Veröffentlichungen sind auf mehreren bekannten Blogs erschienen, und die Entwickler wurden interviewt, und es ist sogar in einigen TV-Serien international erschienen.

## Funktionen
aMSN bildet die meisten der im MSN Messenger enthaltenen Funktionen nach, bietet aber auch darin fehlende an.

### Vom MSN Messenger nachgebildete Funktionen
- Benutzerbilder anzeigen
- Benutzerdefinierte Emoticons
- Webcam-Unterstützung
- Dateiübertragungen
- Anordnen der Kontakte in Gruppen
- Chat-Protokolle
- Unterstützung für Konferenzen
- Zustellen von Nachrichten an nicht eingeloggte Benutzer
- Audio-Unterhaltungen (In der Version 0.96 anscheinend noch nicht implementiert, soll noch kommen laut offiziellen aMSN FAQ)
- Video-Übertragung
- Zeichnen von Nachrichten
- Rrring-Funktion (Aufmerksamkeit des Gegenübers anfordern)
- Audio/Video-Übertragung zur selben Zeit

### Zusätzliche Funktionen
- Einloggen in mehrere Benutzerkonten auf einmal
- Mehrere Gespräche innerhalb eines Fenster, separiert durch Tabs
- Unterstützung für Plugins
- Alarm bei verschiedenen Aktionen eines Benutzers
- Formatieren der Nachrichten mit Hilfe von TeX
- Möglichkeit, jeden Aspekt der Oberfläche anzupassen
- Speichern von Webcam-Sitzungen
- Speichern von anderen Benutzerbilder

### Noch fehlende Funktionen
- Unterstützung der MSN-Spiele
- MSN-Spaces-Unterstützung
- Freigabe-Ordner